# Pomocnik baldaszkowy

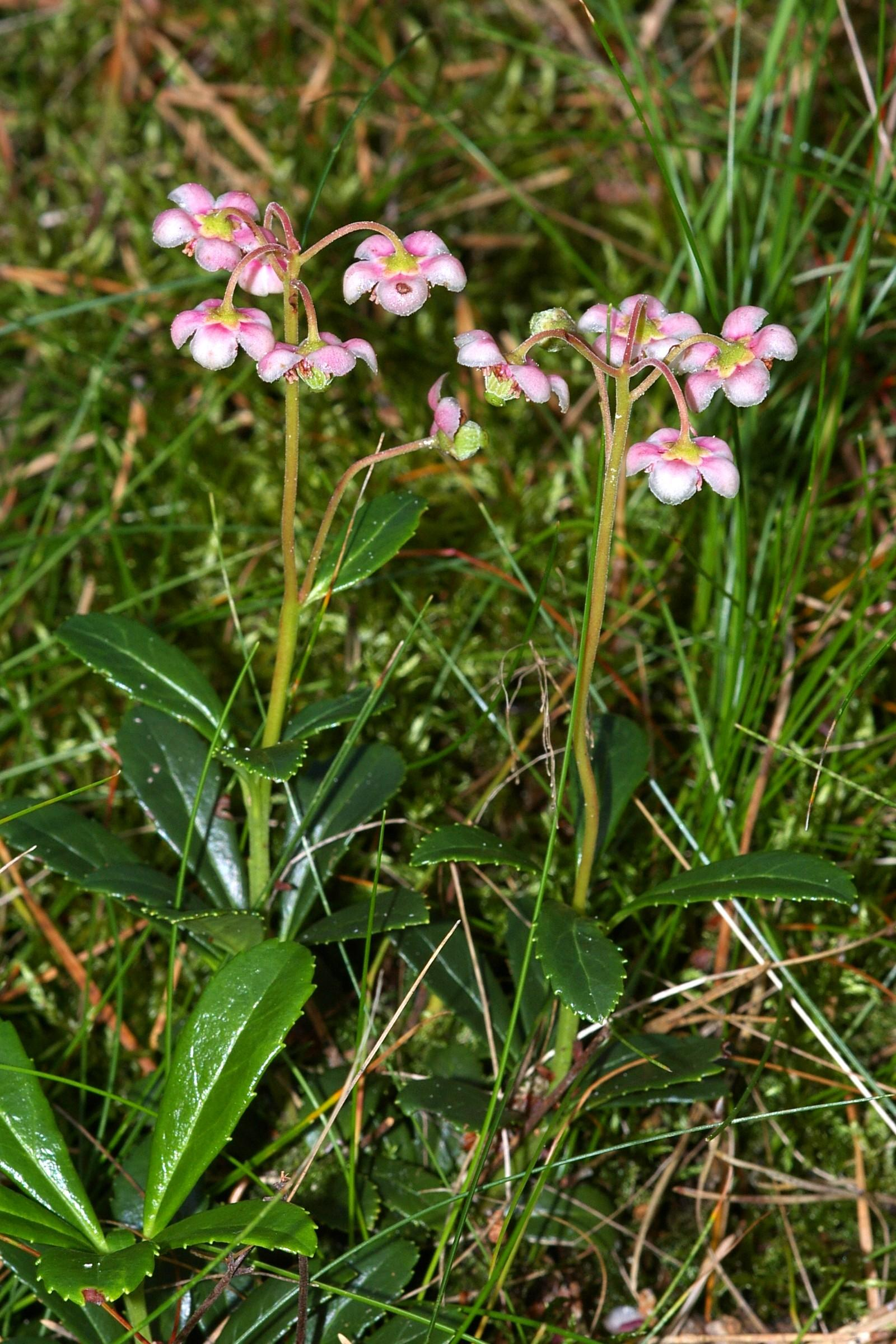
Pokrój

Pomocnik baldaszkowy (Chimaphila umbellata (L.) W.P.C. Barton) – gatunek rośliny z rodziny wrzosowatych. W systemach wyróżniających rodzinę gruszyczkowatych zaliczany właśnie do niej.

## Rozmieszczenie geograficzne
Zasięg (biogeografia) rozrywany. Rośnie na obszarach Europy, północnej Azji, Ameryki Północnej oraz Grenlandii i Wysp Kanaryjskich. W Polsce występuje na licznych stanowiskach, głównie na niżu w środkowej i wschodniej części kraju w regionach z dużym udziałem siedlisk piaszczystych (piaski sandrowe, rzeczne i inne); w górach rzadki.
W roku 2000 znaleziono jego stanowisko na Pogórzu Izerskim w Sudetach Zachodnich.

## Morfologia
ŁodygaOwłosiona gruczołkowato, wzniesiona do wysokości 5–15 (wyjątkowo 25) cm, ulistniona jedynie w dolnej części.
Roślina tworzy podziemne rozłogi.
LiścieLiście zimotrwałe, drobne, skórzaste, lancetowate, z brzegu drobnopiłkowane, ciemnozielone; osadzone na krótkich ogonkach po 3-6 w nibyokółkach (ulistnienie skrętoległe). Brak przylistków.
KwiatyW baldachogronach, które wieczorem przewieszają się w dół. Mają średnicę 4–6 cm, 5 białych lub różowawych płatków okwiatu o zarysie jajowatym, spodem owłosionych.
Słupek górny. Jego szyjka gruba i wyraźnie krótsza od pręcików, których jest 10.
OwocPękająca pięcioma klapami torebka. Gęsto owłosiona, biała, z krótkim dzióbkiem.

## Biologia i ekologia
Bylina, chamefit. Kwitnie od czerwca do sierpnia. Jest zapylana przez owady. Preferuje gleby kwaśne, piaszczyste, bezwapienne. Związany z warstwą mszystą utrzymującą wilgoć. Częsty na siedliskach wspólnych z gruszyczką zielonawą i widliczem spłaszczonym. Jako roślina rozłogowa może tworzyć rozległe płaty, jednak zwykle są one stosunkowo nieduże – od kilkunastu do kilkudziesięciu ramet. Występuje głównie w półcienistych lasach i zaroślach. Głównie w borach sosnowych. W środkowej Europie najczęściej w kontynentalnych borach sosnowych świeżych odmiany typowej lub sasankowej, w pozostałych rzadziej. W klasyfikacji zbiorowisk roślinnych gatunek charakterystyczny dla związku zespołów (All.) Dicrano-Pinion i Ass. Peucedano-Pinetum. Występowanie w innych zbiorowiskach niż bory sosnowe jest co najwyżej incydentalne.
Liczba chromosomów (2n) – 26.

## Nazewnictwo
Nazwa naukowa rodzaju pochodzi od greckich słów χειμών 'zima' i φίλος 'przyjaciel', co nawiązuje do zimozielonych liści. Epitet gatunkowy ma pochodzenie łacińskie od umbella 'parasol', nawiązując do kształtu kwiatostanu.
W dawnej polskiej literaturze określany również jako gruszyczka baldaszkowa albo okółkowa. Inne nazwy, w tym ludowe, to gruszka baldaszkowata, gruszyczka baldaszko-kwiatowa, podwyhnyk żonoczy, stanownik baldaszkowaty lub pierwszy, wraźnik, zimozieleń, a także po prostu pomocnik. Nazywany był też jak borówki: brusznica i czernica. Nazwę „pomocnik” niektórzy wiążą z wykorzystaniem w medycynie ludowej.

## Zagrożenia i ochrona
Od 2014 roku roślina jest objęta w Polsce częściową ochroną gatunkową. W latach 1983–2014 znajdowała się pod ochroną ścisłą. Umieszczona na polskiej czerwonej liście w kategorii NT (bliski zagrożenia).
Zagrożeniem dla gatunku jest użyźnianie siedlisk i sukcesja ekologiczna. Zdarza się zrywanie go oraz wykopywanie z naturalnych siedlisk i przesadzanie do ogródków.

## Zastosowanie
Roślina lecznicza w medycynie ludowej. Stosowany również w homeopatii.